# 离散剂
离散剂（英語：chaotropic agent），又稱離液劑，是一种打断如蛋白质与核酸（如DNA与RNA）等大分子结构并使其变性的物质。

## 概观
离散剂會干扰分子間非共价（如氢键、凡得瓦力与疏水效应等）的交互作用，增加体系的熵。

## 离散剂的例子
- 丁醇
- 乙醇
- 盐酸胍
- 高氯酸锂
- 乙酸锂
- 氯化镁
- 酚
- 丙醇
- 十二烷基硫酸钠
- 硫脲
- 脲